# Wenquan, Peking
Wenquan (kinesiska: 温泉, 温泉镇) är ett område och en köping i Kina. Den ligger i Haidian i storstadsområdet Peking, i den norra delen av landet, omkring 23 kilometer nordväst om stadskärnan. Antalet invånare är 50 800. Befolkningen består av 23 578 kvinnor och 27 222 män. Barn under 15 år utgör 10,0 %, vuxna 15-64 år 79 %, och äldre över 65 år 9,0 %.